# Boris Perušič
Boris Perušič (Zagreb, 27 de julho de 1940) é um ex-jogador de voleibol tcheco, de origem croata, que competiu pela Tchecoslováquia nos Jogos Olímpicos de 1964.
Em 1964, ele fez parte da equipe tchecoslovaca que conquistou a medalha de prata no torneio olímpico, no qual participou de oito partidas.